# アッカデミア・カッラーラ
アッカデミア・カッラーラ（伊: Accademia Carrara）またはカッラーラ美術館（カッラーラびじゅつかん）は、イタリアのベルガモにある美術館・美術学校である。

## 美術館
この美術館は、芸術活動のパトロンで美術品収集家でもあったジャコモ・カッラーラ伯爵（Count Giacomo Carrara）が18世紀の終わりに、膨大な美術コレクションをベルガモ市に対する遺産としたことに始まる。伯爵が1796年に死去した後、彼の遺産である美術品および美術館の管理は任命された代理人によって長年行われてきたが、1958年以降はベルガモのコムーネが直接監督している。美術品を展示するための建物は、建築家レオポルド・ポラック（Leopoldo Pollack）の弟子、シモーネ・エリア（Simone Elia）に設計がゆだねられ、現在見るような新古典主義様式の建物が1810年に竣工した。

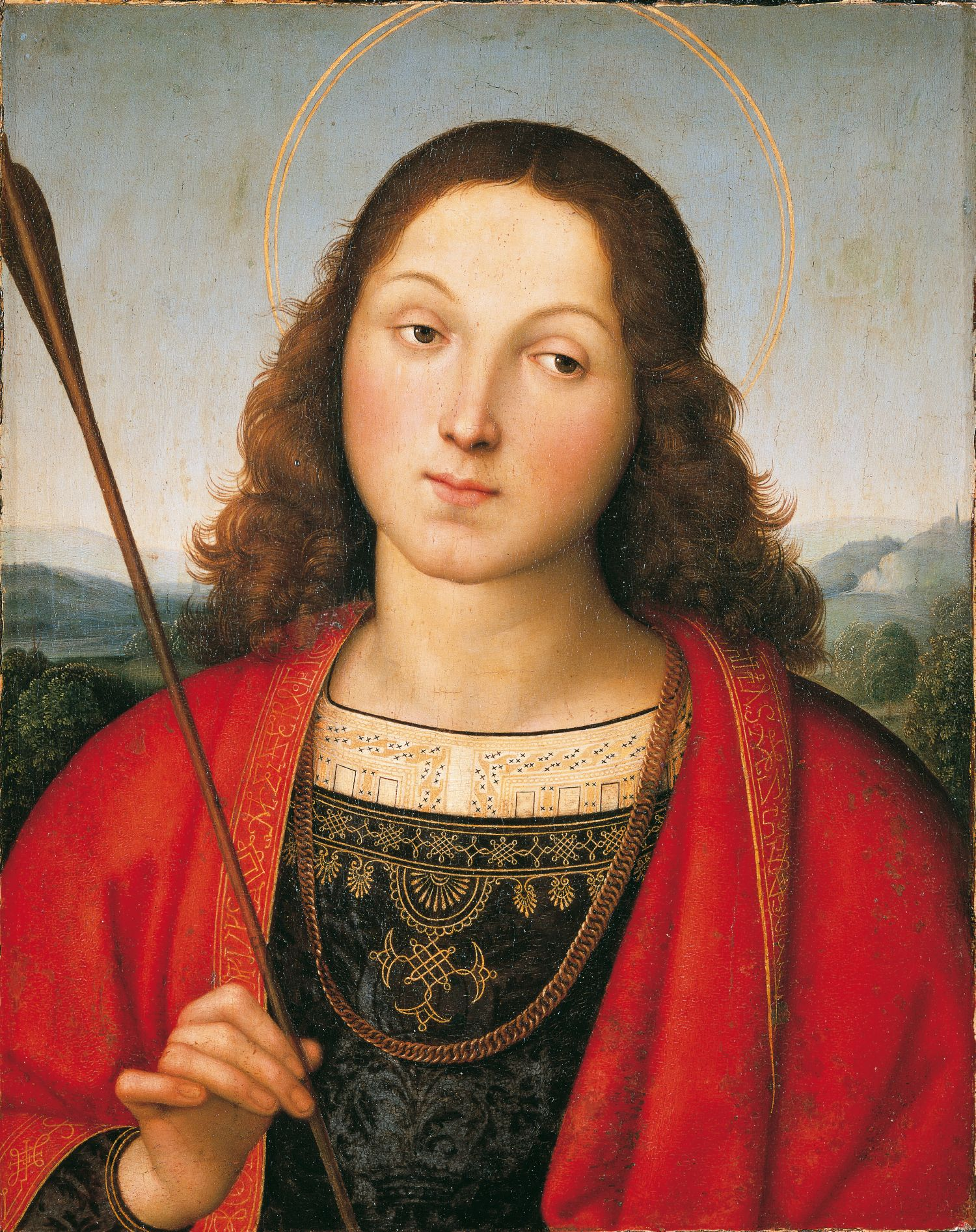
『聖セバスティアヌス』、1501年/1502年

美術館は寄付と購入によりコレクションを増加させ続けている。2006年現在で、14世紀から19世紀までの1,800枚の絵画を所有し、アントニオ・ピサーノ（ピサネッロ）、サンドロ・ボッティチェッリ、ジョヴァンニ・ベリーニ、アンドレア・マンテーニャ、ラファエロ、ジョヴァンニ・バッティスタ・モローニ、エヴァリスト・バスケニス、フラ・ガルガーリオ、ジョヴァンニ・バッティスタ・ティエポロ、ジョヴァンニ・アントニオ・カナル（カナレット）、ジョヴァンニ・カルノヴァリ （ピッキオ）
ら、数多くの画家の作品を展示している。また絵画のほかにも、多くのドローイング（素描）、版画、ブロンズ像、彫刻、陶磁器、家具、メダルなども所蔵している。

## 学校
1793年、ジャコモ・カッラーラ伯爵が最初に自らのギャラリーを一般公開したのと同じ頃、彼はドローイングと絵画の課程のある学校も美術館と同じ場所に設置するべきだと考えた。こうして設立された美術学校は1912年まで美術館と同じ建物にあったが、現在は近くに独立した建物を構えている。1988年以降、美術学校は公認の「アッカデミア・ディ・ベッレ・アルティ」（Accademia di Belle Arti、美術アカデミー）に昇格した。

## 近現代美術ギャラリー・GAMEC
1991年、「近代及び現代美術ギャラリー」（Galleria d’Arte Moderna e Contemporanea、略称GAMEC、ベルガモ近現代美術館とも）が併設された。GAMECは、美術館の新古典主義の壮麗な建物の裏手にある、かつてのDimesse e Servite女子修道院の建物を改修して入居しており、3階建ての建物の中に10室の展示室を設けている。1999年6月よりジャンフランコ・スパヤーニとルイージャ・スパヤーニの購入したコレクション（Raccolta Gianfranco e Luigia Spajani）が寄贈され、20世紀のイタリア及び世界の近代美術・現代美術作品が充実した。この中には、ウンベルト・ボッチョーニ、ジャコモ・バッラ、ジョルジョ・モランディ、マッシモ・カンピーリ、フェリーチェ・カゾラーティ、アルベルト・サヴィニオ、ジョルジョ・デ・キリコ、ワシリー・カンディンスキー、グレアム・サザーランド、ジャコモ・マンズーらが含まれている。

## ギャラリー

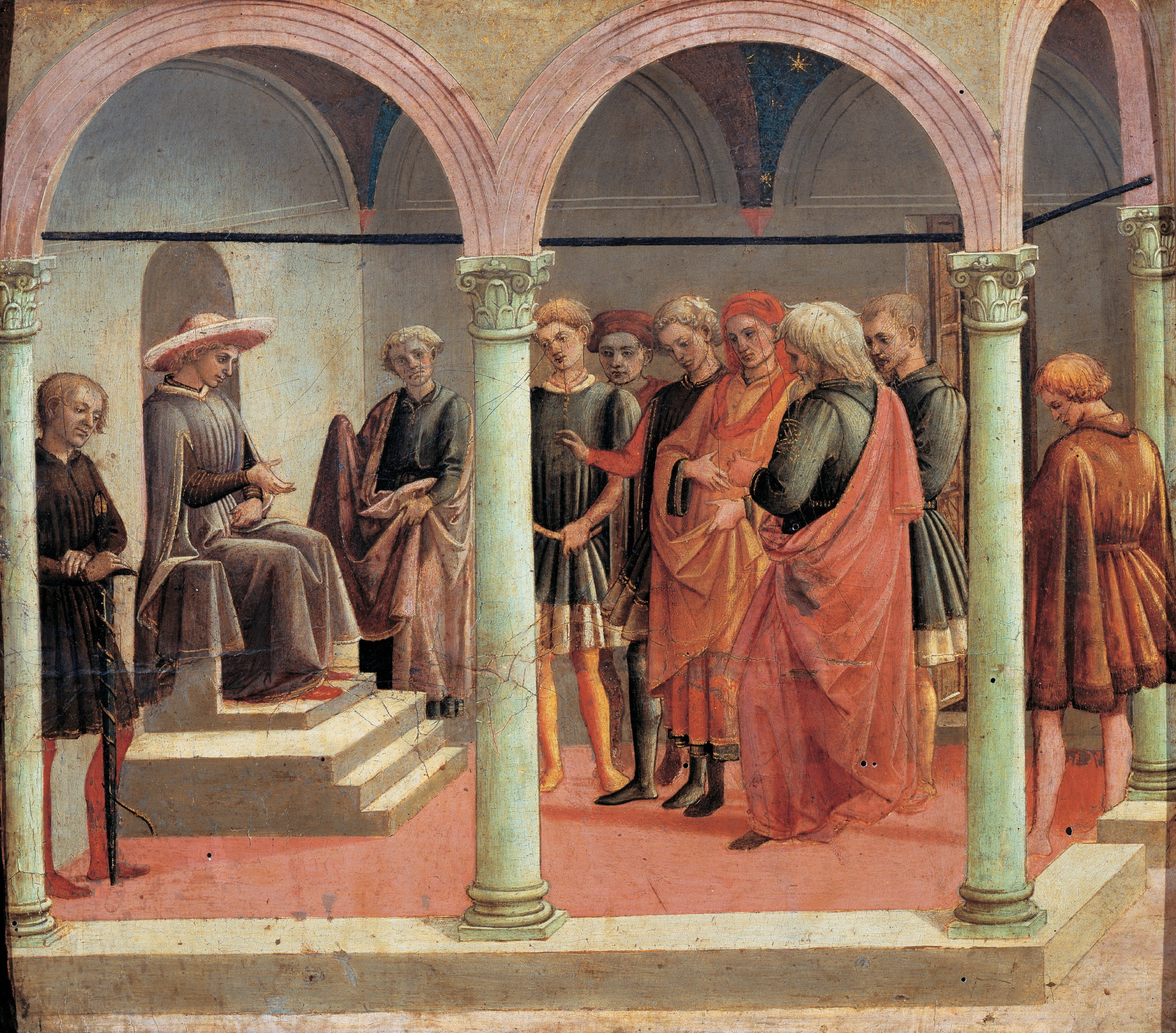
フランチェスコ・ペセリーノ『Storia di Griselda: Gualtieri e i cittadini di Saluzzo』
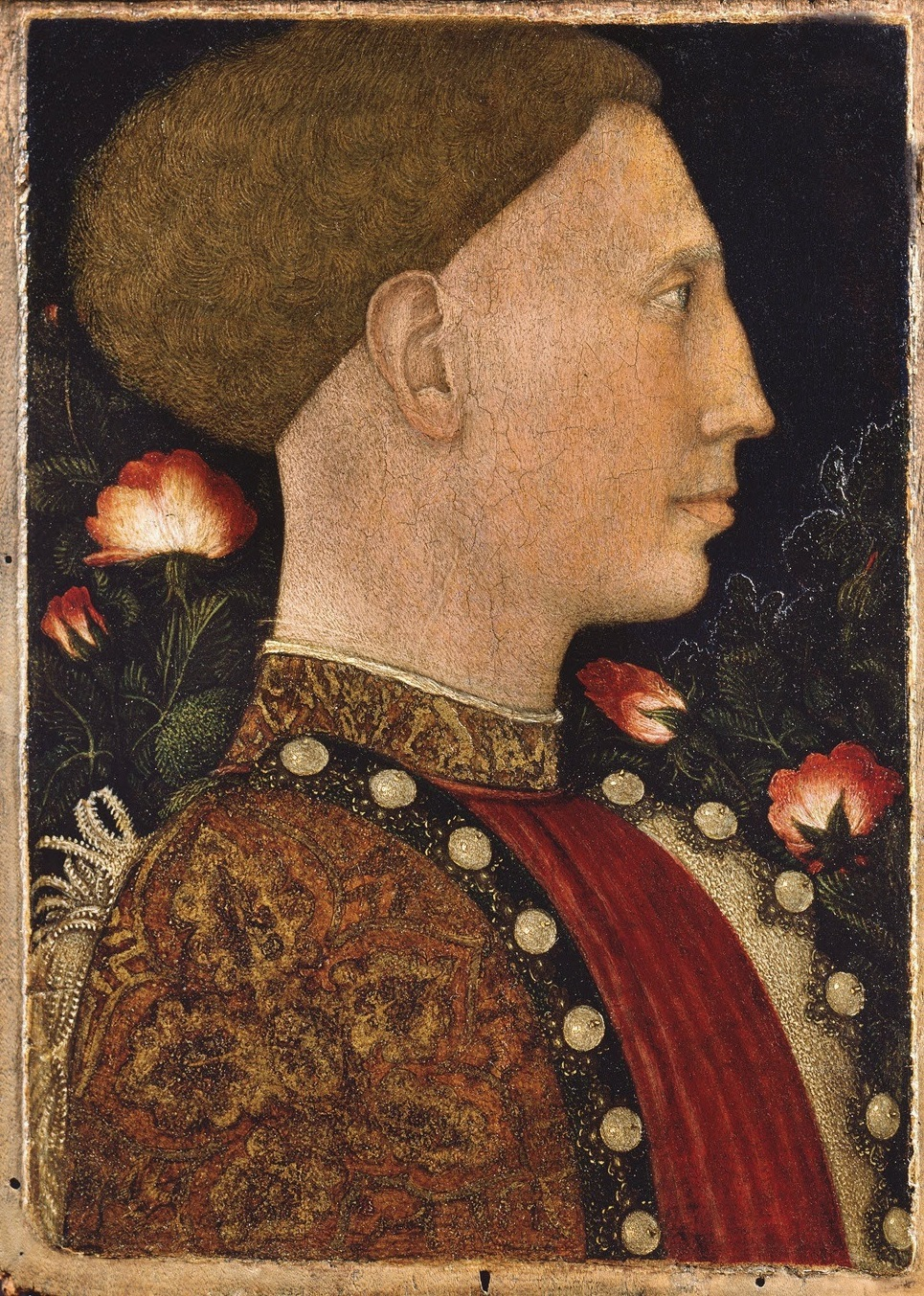
ピサネッロ『ライオネル・デステの肖像』1441年
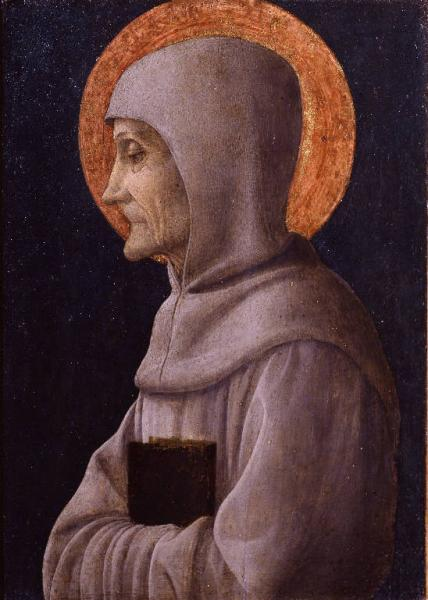
Dario di Giovanni, San Bernardino da Siena
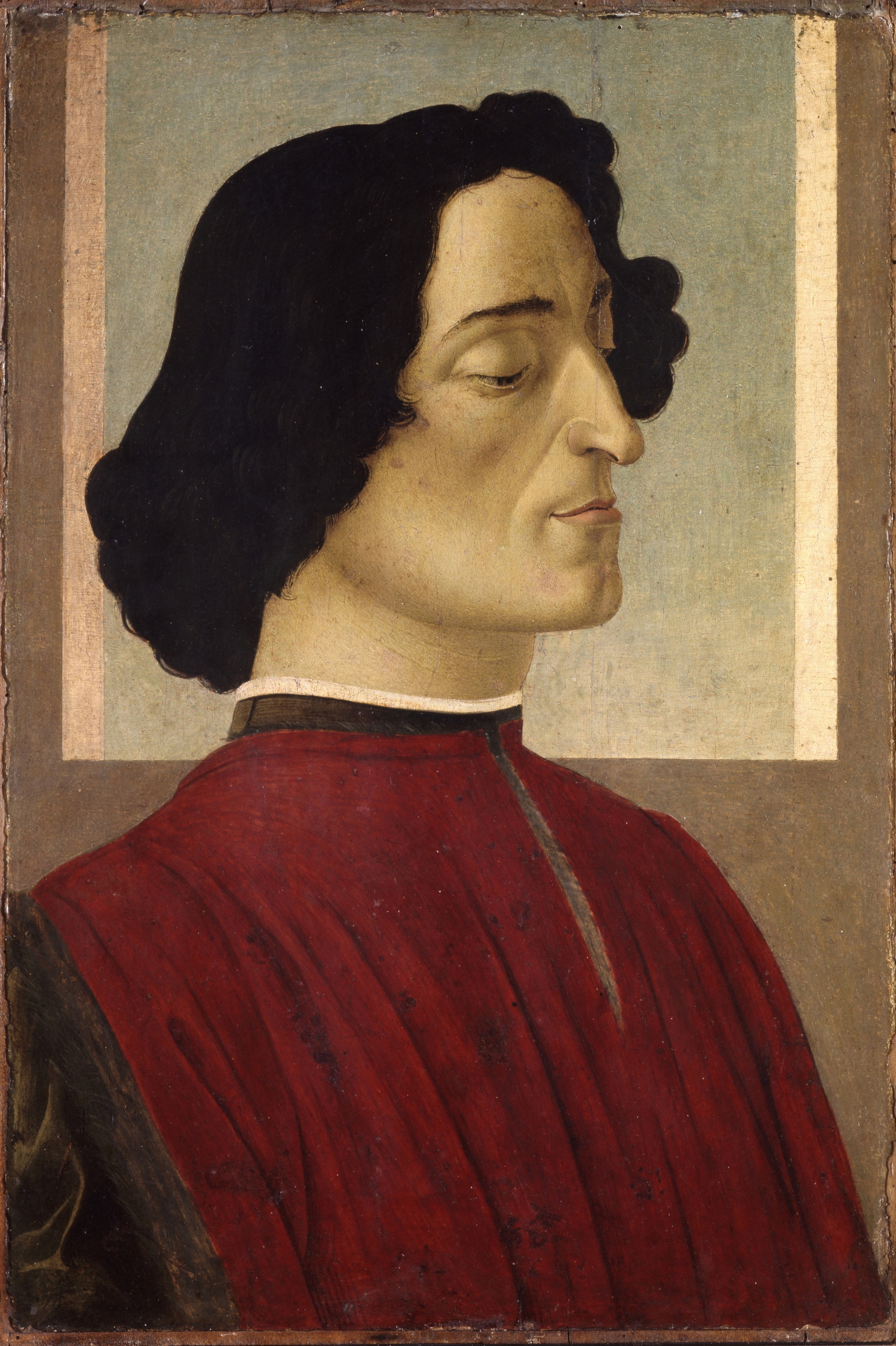
サンドロ・ボッティチェッリ『ジュリアーノ・デ・メディチの肖像』1478年-1485年頃
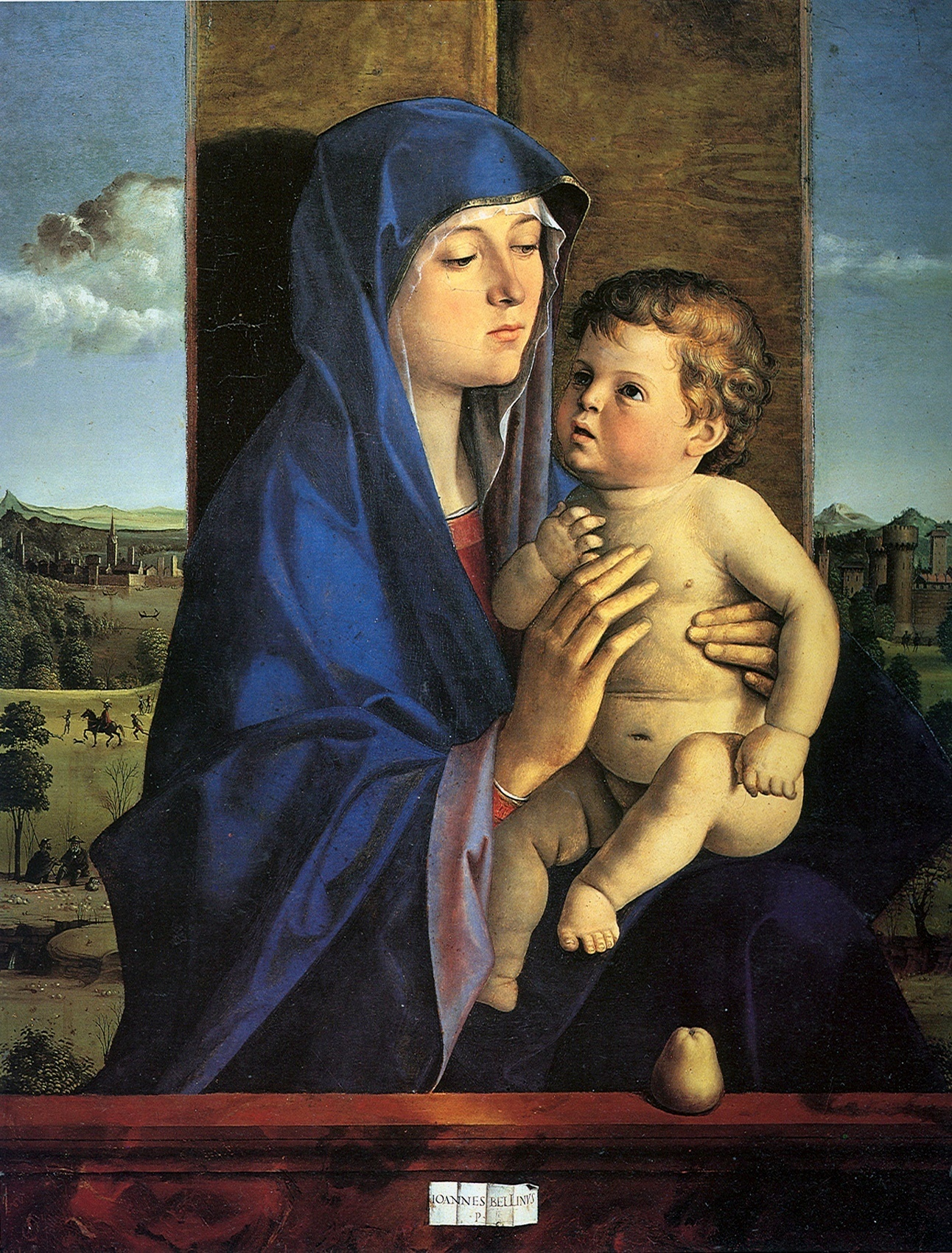
ジョヴァンニ・ベッリーニ 『アルツァーノの聖母』1485年-1487年頃
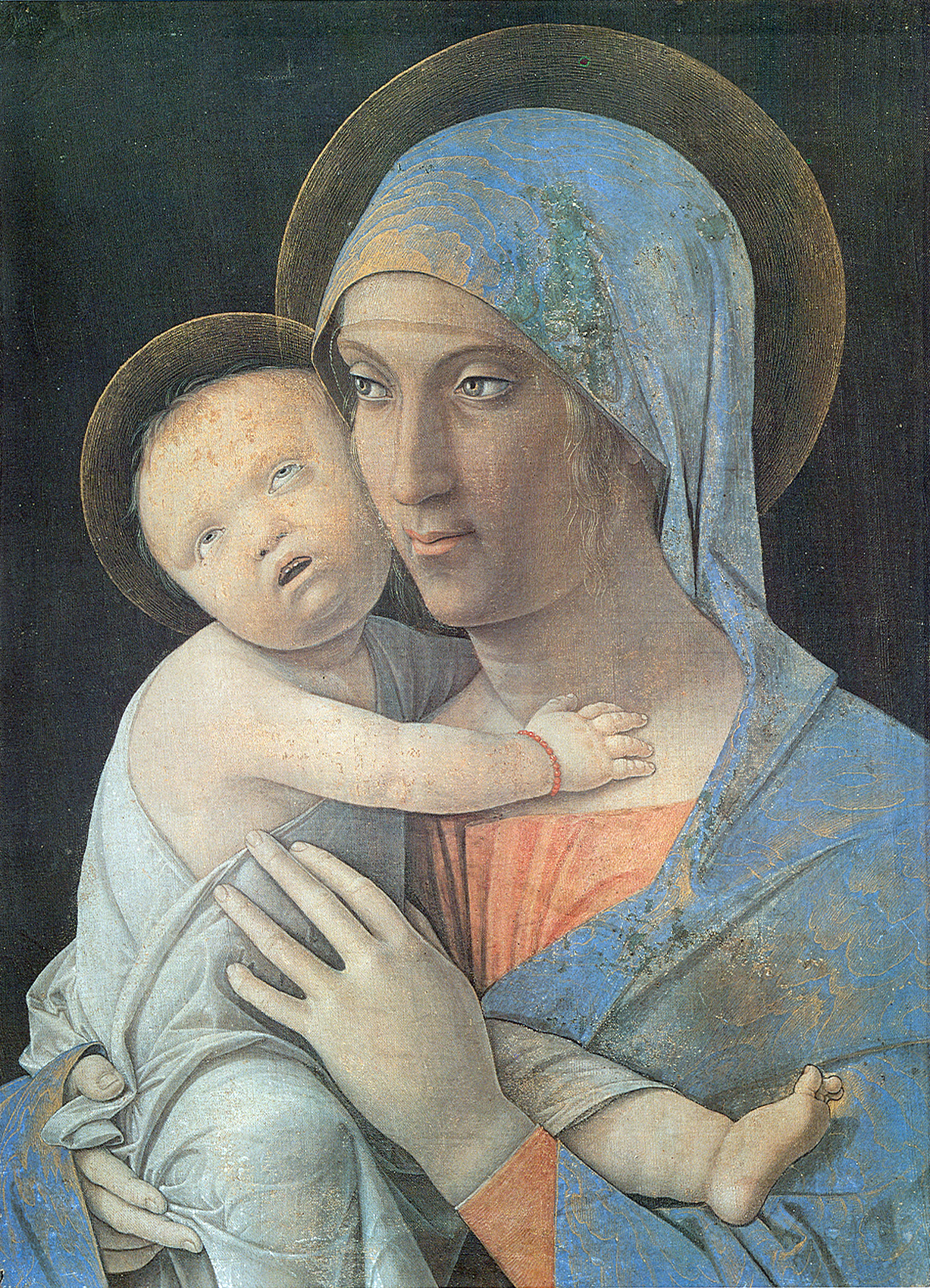
アンドレア・マンテーニャ 『聖母子』1480年から1495年の間
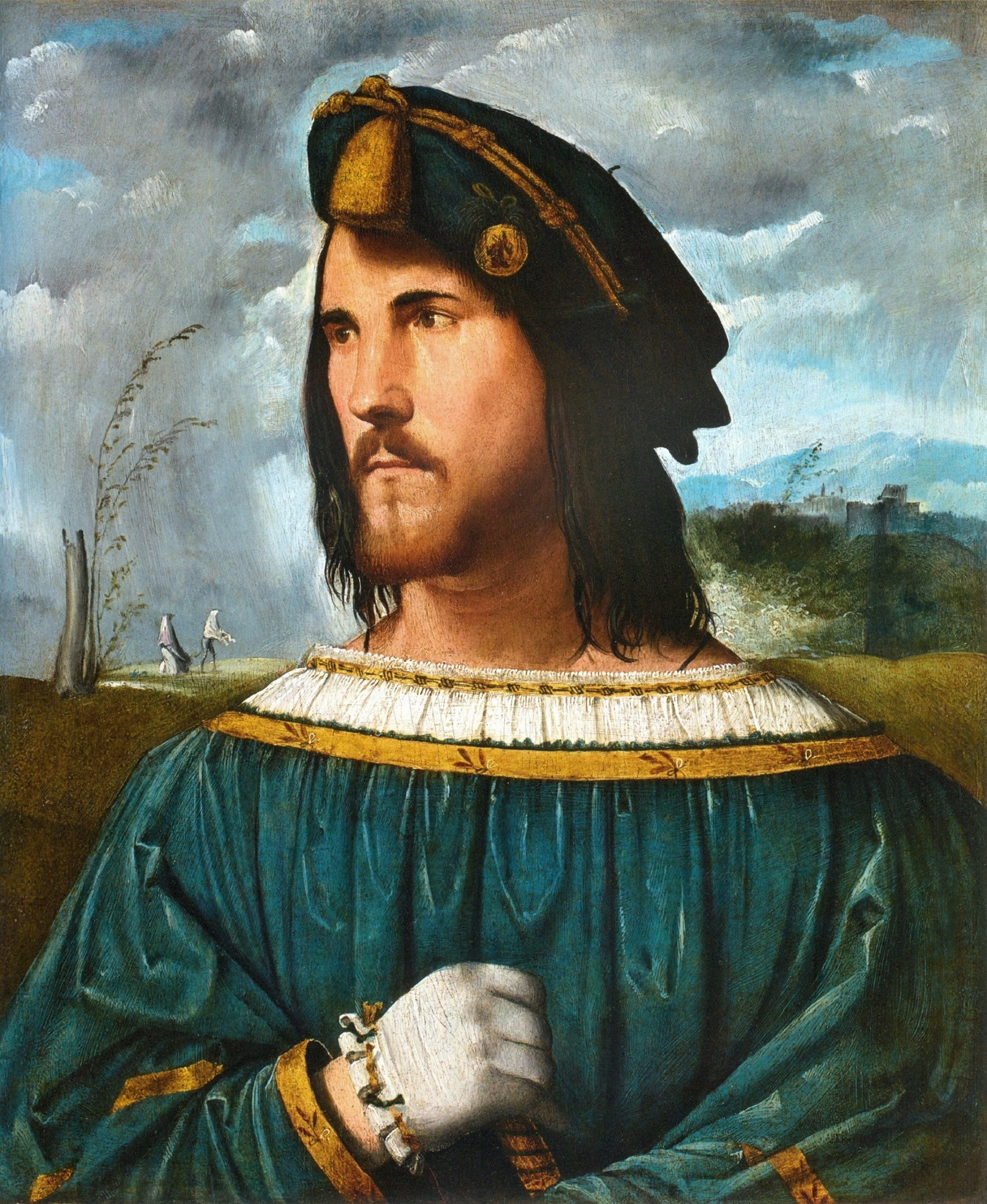
アルトベッロ・メローネ（英語版）『紳士の肖像（チェーザレ・ボルジア）』
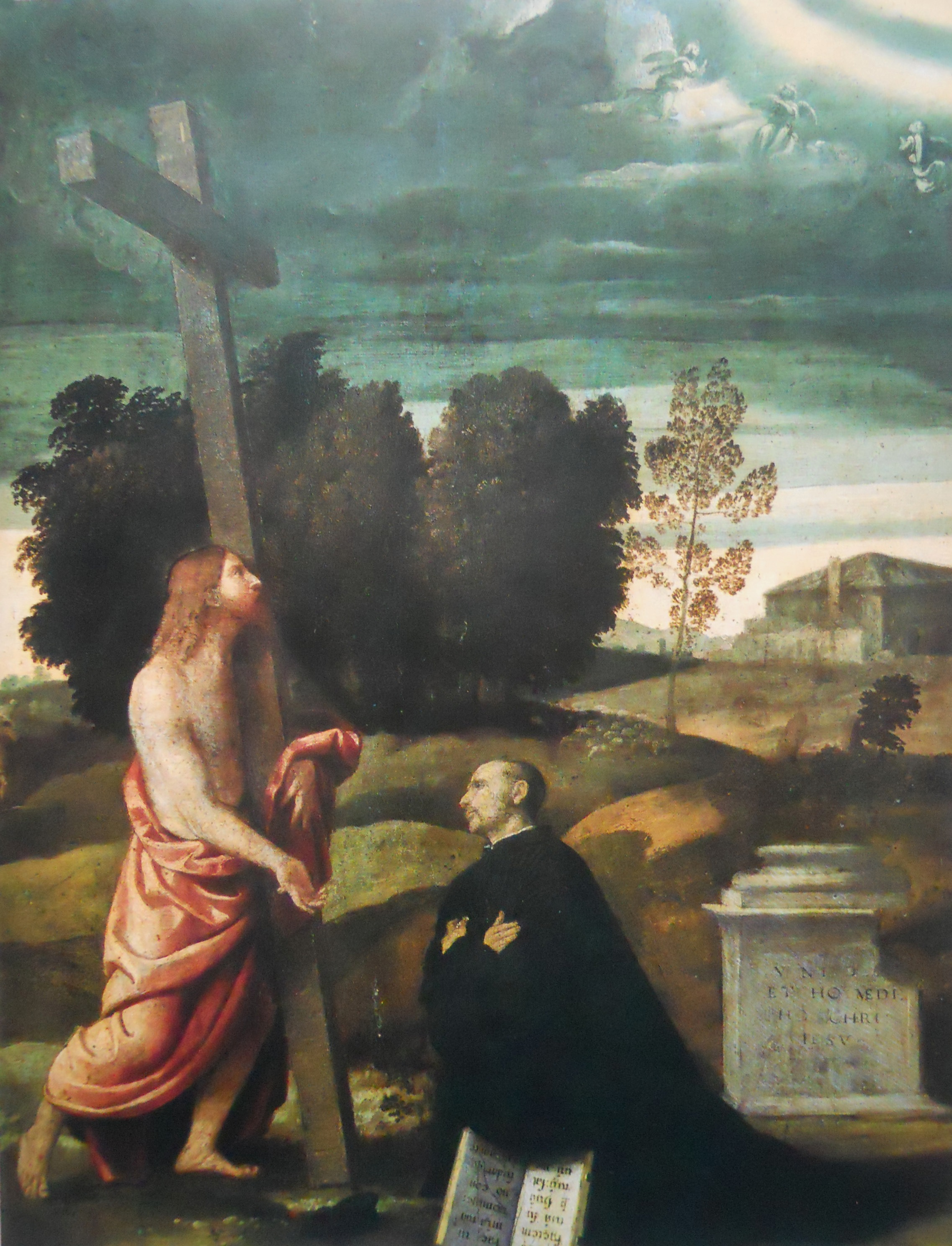
モレット・ダ・ブレシア『Cristo con la croce e un devoto』